# 肖瑶茜
肖瑶茜（1994年5月19日—），葡萄牙、西班牙乒乓球运动员。她曾代表西班牙参加2020年夏季奥林匹克运动会乒乓球比赛，结果在第三轮的比赛中不敌新加坡选手冯天薇而出局。